# Cipriano (nombre)
Cipriano es un nombre propio masculino de origen latino en su variante en español. Su significado es "natural de Chipre, habitante de Chipre".

## Santoral
16 de septiembre: San Cipriano.

## Variantes
- Masculino: Ciprián, Cebrián
- Femenino: Cipriana.
- Diminutivo: Cipri.

### Variantes en otros idiomas
| Variantes en otras lenguas | Variantes en otras lenguas |
| -------------------------- | -------------------------- |
| Español                    | Cipriano                   |
| Alemán                     | Cyprian                    |
| Asturiano                  | Cibrián                    |
| Catalán                    | Cebrià                     |
| Checo                      | Cyprianus                  |
| Corso                      | Ciprianu                   |
| Croata                     | Ciprijan                   |
| Danés                      | Cyprianus                  |
| Esperanto                  | Cipriano                   |
| Euskera                    | Kipiren                    |
| Finés                      | Cyprianus                  |
| Francés                    | Cyprien                    |
| Gallego                    | Cibrán, Cibrao             |
| Georgiano                  | კვიპრიანე (Kvipriani)      |
| Griego                     | Κυπριανός (Kyprianos)      |
| Húngaro                    | Ciprián                    |
| Inglés                     | Cyprian                    |
| Islandés                   | Kýpríanus                  |
| Italiano                   | Cipriano                   |
| Latín                      | Cyprianus                  |
| Lituano                    | Kiprijonas                 |
| Neerlandés                 | Cyprianus, Cypriaan        |
| Noruego                    | Cyprianus                  |
| Polaco                     | Cyprian                    |
| Portugués                  | Cipriano                   |
| Ruso                       | Киприан (Kiprian)          |
| Sardo                      | Cipriànu                   |
| Serbio                     | Кипријан (Kiprijan)        |
| Sueco                      | Cyprianus                  |
| Ucraniano                  | Кипріян (Kiprijan)         |